# Robert Kent
Robert Kent (Hartford, Connecticut, Estados Unidos; 3 de diciembre de 1908-Los Ángeles, California, Estados Unidos; 4 de mayo de 1955) fue un actor de cine, teatro y televisión estadounidense.

## Carrera
Kent fue un exluchador profesional que ingresó al cine después de ganar experiencia en el escenario. Su carrera consistió principalmente en interpretar papeles principales en películas  de Clase "B", incluyendo papeles protagónicos en varias series de películas de la década de 1940, como The Phantom Creeps, Who's Guilty? y The Phantom Rider. También tuvo un papel en la película de 1938 en el filme The Gladiator con Joe E. Brown y  June Travis. Fue el protagonista junto a Virginia Vale en Blonde Comet, una película de 1941 sobre una piloto de carreras. 
También destacó notablemente en Angel's Holiday (1937) con Sally Blane y Jane Withers; Dimples (1936) junto a una pícara Shirley Temple; y en The Country Beyond (1936), con Rochelle Hudson y Paul Kelly.
La película más importante en su carrera fue sin lugar a duda La angustia de vivir (1954), dirigida por George Seaton, con Bing Crosby, Grace Kelly y William Holden. Luego se especializó en westerns, películas de acción, aventuras y series, apareciendo en películas como Gang Bullets (1938) compartiendo protagónico con Anne Nagel y Charles Trowbridge;  El acecho del fantasma (1939) con Bela Lugosi y Dorothy Arnold; y Twilight on the Trail (1941) junto a William Boyd, Andy Clyde y Brad King. Trabajó bajo contrato con Fox.

## Vida privada
Se casó con la actriz Astrid Allwyn en Tijuana, México, el 10 de enero de 1937, y se divorciaron en 1941. Tuvo tres hijos: Kristina, Susan y Kim Louise. 

## Fallecimiento
En el correr de esos últimos años, el actor Robert Kent, luchó contra el alcoholismo. Murió inesperadamente en Los Ángeles, California de una oclusión coronaria debido a arteriosclerosis coronaria. Kent tenía tan solo 46 años. Sus restos descansan en el Fort Rosecrans National Cemetery en San Diego, California, Estados Unidos.

## Filmografía[5][6]
- One Hour Late (1934) - Soda Jerk
- Car 99 (1935) - Recluta Blatzky
- Four Hours to Kill! (1935) - George Nelson
- Love in Bloom (1935) - El hombre que compra la canción
- College Scandal (1935) - Dan Courtridge
- Two for Tonight (1935) - Chico universitario
- Ship Cafe (1935) - Jimmy
- Love Before Breakfast (1936) - Primer chico universitario
- The Country Beyond (1936) -
- The Crime of Dr. Forbes (1936) - Dr. Michael Forbes
- King of the Royal Mounted (1936) - El sargento de la RCMP. Rey
- Dimples (1936) - Allen Drew
- Reunion (1936) - Tony Luke
- Nancy Steele Is Missing! (1937) - Jimmie Wilson
- Step Lively, Jeeves! (1937) - Gerry Townsend
- That I May Live (1937) - Dick Mannion
- Angel's Holiday (1937) - Nick Moore
- Born Reckless (1937) - Lee Martin
- The 13th Man (1937) - Jack Winslow
- Charlie Chan at Monte Carlo (1937) - Gordon Chase
- Mr. Moto Takes a Chance (1938) - Marty Weston
- Highway Patrol (1938) - Hombre del Patrullero
- The Gladiator (1938) - Tom Dixon
- Wanted by the Police (1938) - Policía Mike O'Leary
- Gang Bullets (1938) - John Carter
- Little Orphan Annie (1938) - Johnny Adams
- The Phantom Creeps (1939) - Capitán Bob West
- Convict's Code (1939) - Dave Tyler
- Almost a Gentleman (1939) - Robert Mabrey
- East Side of Heaven (1939) - Cyrus Barrett Jr.
- For Love or Money (1939) - Ted Frazier
- Andy Hardy Gets Spring Fever (1939) - Alférez Copley
- The Secret of Dr. Kildare (1939) - Charles Herron
- Calling All Marines (1939)
- One Million B.C. (1940) - Guía de montaña
- Sunset in Wyoming (1941) - Larry Drew
- Twilight on the Trail (1941) - Ash Drake
- Niagara Falls (1941) - Huésped del hotel
- Blonde Comet (1941) - Jim Flynn
- Tillie the Toiler (1941)
- Stagecoach Express (1942) - Griff Williams
- The Forest Rangers (1942)
- Stand by for Action (1942) - Hank Nels
- Yanks Ahoy (1943) - Teniente Reeves
- Find the Blackmailer (1943) - Mark Harper
- Northern Pursuit (1943) - Soldado
- Gung Ho! (1943) - Navegador submarino Robinson
- What a Man! (1944) - Steven M. Anderson
- Hot Rhythm (1944) - Herman Strohbach
- What Next, Corporal Hargrove? (1945) - Teniente Dillon
- Who's Guilty? (1945) - Bob Stewart
- The Phantom Rider (1946, Serie) - Dr. Jim Sterling / The Phantom Rider
- Blonde Alibi (1946) - Detective
- Joe Palooka, Champ (1946) - Ronnie Brewster
- Shoot to Kill (1947) - Dixie Logan
- Jungle Flight (1947) - Andy Melton
- Dragnet (1947) - Policía Teniente Ricco
- Big Town After Dark (1947) - Jake Sebastian
- The Counterfeiters (1948) - Tony Richards
- Wild Weed (1949) - Teniente Mason
- Radar Secret Service (1950) - Benson - Henchman
- Federal Agent at Large (1950) - Harry Monahan
- The Skipper Surprised His Wife (1950) - Técnico de radio
- For Heaven's Sake (1950) - Roger Blake, padre de Joe
- The Wild Blue Yonder (1951) - General
- Rebel City (1953) - Capitán Ramsey
- The Country Girl (1954) - Paul Unger
- The Great Locomotive Chase (1956) - Un guardagujas